# Copelatus scaphites
Copelatus scaphites là một loài bọ cánh cứng trong họ Bọ nước. Guignot đã ghi chép khoa học về loài này vào năm 1955.